# Universal Sports Hall CSKA
Universal Sports Hall CSKA er en indendørs sportsarena i Moskva, Rusland, med plads til ca. 5.000 tilskuere til sport. Arenaen er hjemmebane for den russiske sportsklub CSKA Moskva og benyttes til idrætsaktiviteter som håndbold, basketball, futsal, badminton og volleyball.